# Arnold Atienza
Arnold Atienza (29 de septiembre de 1972) es un deportista filipino que compitió en taekwondo. Ganó una medalla de oro en el Campeonato Asiático de Taekwondo de 1994 en la categoría de –76 kg.

## Palmarés internacional
| Campeonato Asiático | Campeonato Asiático | Campeonato Asiático | Campeonato Asiático |
| Año                 | Lugar               | Medalla             | Categoría           |
| ------------------- | ------------------- | ------------------- | ------------------- |
| 1994                | Manila ()           | Medalla de oro      | –76 kg              |